# Ďanová
Ďanová es un municipio del distrito de Martin en la región de Žilina, Eslovaquia, con una población estimada a final del año 2024 de 554 habitantes.
Se encuentra ubicado al oeste de la región, cerca del curso alto del río Váh (cuenca hidrográfica del Danubio) y del parque nacional de Veľká Fatra.

## Demografía
| Año        | 1994 | 2004    | 2014     | 2024    |
| ---------- | ---- | ------- | -------- | ------- |
| Población  | 474  | 488     | 559      | 554     |
| Diferencia |      | +2,95 % | +14,54 % | −0,89 % |

| Año        | 2023 | 2024    |
| ---------- | ---- | ------- |
| Población  | 562  | 554     |
| Diferencia |      | −1,42 % |